# Termes (Ardeny)
Termes – miejscowość i dawna gmina we Francji, w regionie Grand Est, w departamencie Ardeny. W dniu 1 stycznia 2016 roku z połączenia dwóch ówczesnych gmin – Grandpré oraz Termes – powstała nowa gmina Grandpré. W 2013 roku populacja Termes wynosiła 142 mieszkańców. 